# Jefe de la República de Chechenia
El jefe de la República de Chechenia, conocido comúnmente como jefe de Chechenia, es el cargo más alto del Gobierno de Chechenia. El cargo fue instaurado en 2003 durante el desarrollo de la segunda guerra chechena, cuando el Gobierno federal ruso recuperó el control sobre la región caucásica.

## Potestades
De conformidad con el artículo 63 de la Constitución de la República de Chechenia, el jefe de la República de Chechenia es el funcionario más alto de la república y encabeza el máximo órgano ejecutivo permanente del poder estatal de la República de Chechenia.
El Jefe de la República de Chechenia, como jefe del poder ejecutivo que forma parte del sistema unificado del poder ejecutivo de la Federación de Rusia, determina la estructura de los órganos ejecutivos del poder estatal de la República de Chechenia.
De conformidad con el artículo 64 de la Constitución de la República de Chechenia, el jefe de la República de Chechenia es elegido por los ciudadanos de la Federación de Rusia que viven en el territorio de la República de Chechenia y que tienen, de conformidad con la ley federal, derechos de voto activos, en el sobre la base del sufragio universal, igual y directo, mediante votación secreta.
Un ciudadano de la Federación de Rusia que, de conformidad con la Constitución de la Federación de Rusia y la ley federal, tiene un derecho electoral pasivo, que no tiene la ciudadanía de un estado extranjero ni un permiso de residencia u otro documento que confirme el derecho a la residencia permanente de un ciudadano de la Federación de Rusia en el territorio de un Estado extranjero puede ser elegido Jefe de la República de Chechenia y ha cumplido 30 años.
De conformidad con el artículo 68 de la Constitución de la República de Chechenia, el jefe de la República de Chechenia:
1) representa a la República de Chechenia en las relaciones con los órganos del gobierno federal, los órganos de gobierno de las entidades constitutivas de la Federación de Rusia, los órganos de los gobiernos locales y en la implementación de las relaciones económicas exteriores y tiene derecho a firmar contratos y acuerdos en nombre de la República de Chechenia;
2) firma y promulga leyes de la República Chechena o rechaza leyes adoptadas por el Parlamento de la República Chechena, firma tratados y acuerdos en nombre de la República Chechena;
3) somete a consideración del Presidente de la Federación de Rusia, el Gobierno de la Federación de Rusia y otros órganos gubernamentales de la Federación de Rusia proyectos de ley, cuya adopción es de su competencia;
4) forma el Gobierno de la República Chechena y decide su dimisión;
5) forma el Consejo de Seguridad Pública y Económica de la República Chechena;
6) presenta al Parlamento de la República de Chechenia candidatos para el nombramiento de jueces del Tribunal Constitucional de la República de Chechenia, jueces de paz;
7) al menos una vez al año, envía un mensaje al Parlamento de la República de Chechenia y al pueblo de la República de Chechenia sobre el desarrollo socioeconómico de la República de Chechenia y las tareas de las autoridades estatales de la República de Chechenia para el próximo año. ;
8) coordina con los órganos ejecutivos federales los candidatos para el nombramiento de jefes de órganos ejecutivos territoriales de la Federación de Rusia en la República de Chechenia en la forma prescrita por la legislación de la Federación de Rusia;
8-1) aprueba la candidatura presentada por el Fiscal General de la Federación de Rusia para el cargo de fiscal de la República de Chechenia;
9) nombra la mitad de los miembros de la Comisión Electoral de la República Chechena;
10) tiene derecho a exigir la convocatoria de reuniones extraordinarias del Parlamento de la República de Chechenia, así como a convocar al Parlamento recién elegido de la República de Chechenia para su primera reunión antes del plazo establecido para ello por la Constitución de la República de Chechenia. República;
11) tiene derecho a participar en los trabajos del Parlamento de la República de Chechenia con derecho a voto consultivo;
12) forma la Administración para garantizar las actividades del Jefe de la República Chechena y del Gobierno de la República Chechena, determina sus poderes y procedimientos, aprueba su estructura, niveles de personal, nombra a su jefe, que es miembro ex officio de la Gobierno de la República Chechena y representa los intereses del Jefe de la República Chechena en él;
13) nombra, durante el período de sus poderes, a un representante del órgano ejecutivo del poder estatal de la República de Chechenia en el Consejo de la Federación de la Asamblea Federal de la Federación de Rusia; nombra y destituye al representante plenipotenciario del Jefe de la República de Chechenia en el Parlamento de la República de Chechenia;
14) nombra y destituye a los representantes de la República de Chechenia en las entidades constitutivas de la Federación de Rusia, así como, en la forma prescrita por la legislación federal, a los representantes de la República de Chechenia en las entidades constitutivas de estados extranjeros;
15) suspende el funcionamiento de los actos normativos y de otro tipo de las autoridades ejecutivas de la República de Chechenia y los cancela si contradicen la legislación federal y la Constitución de la República de Chechenia;
16) otorga premios estatales de la República de Chechenia, se presenta de acuerdo con el procedimiento establecido para la concesión de premios estatales de la Federación de Rusia;
17) garantiza la coordinación de las actividades de las autoridades ejecutivas de la República de Chechenia con otras autoridades estatales de la República de Chechenia y, de conformidad con la legislación de la Federación de Rusia, la interacción de las autoridades ejecutivas de la República de Chechenia con las autoridades ejecutivas federales y sus órganos territoriales , órganos de gobierno local y asociaciones públicas;
18) ejerce otros poderes de conformidad con las leyes federales, la Constitución de la República de Chechenia y las leyes de la República de Chechenia.

## Elegibilidad
Según el artículo 66 de la Constitución de la República Chechena, todo ciudadano ruso mayor de treinta años de edad puede ser elegido jefe de Chechenia. La duración del cargo es de cuatro años y no hay posibilidad de que un Jefe permanezca más de dos legislaturas consecutivas. Al Jefe no se le tiene permitido ser, al mismo tiempo, diputado del Parlamento de la República Chechena o diputado de un órgano representativo del gobierno local.

## Lista de Jefes
| # | Nombre | Nombre | Nombre                    | Inicio del mandato    | Final del mandato             | Partido político |
| - | ------ | ------ | ------------------------- | --------------------- | ----------------------------- | ---------------- |
| 1 |        |        | Ajmat Kadírov (1951-2004) | 5 de octubre de 2003  | 9 de mayo de 2004 (asesinado) | Independiente    |
|   |        |        | Serguéi Abrámov (1972)    | 9 de mayo de 2004     | 30 de agosto de 2004          | Independiente    |
| 2 |        |        | Alú Aljánov (1957)        | 30 de agosto de 2004  | 15 de febrero de 2007         | Independiente    |
| 3 |        |        | Ramzán Kadírov (1976)     | 15 de febrero de 2007 | Actualidad                    | Rusia Unida      |